# Comitato tecnico contro la pirateria digitale e multimediale
Il Comitato tecnico contro la pirateria digitale e multimediale (detto Comitato antipirateria) è un organo collegiale che opera nell'ambito della Presidenza del Consiglio dei ministri italiana.
È stato istituito tramite DPCM il 15 settembre 2008 dal Presidente del Consiglio Silvio Berlusconi, durante il Governo Berlusconi IV, "per l'individuazione di proposte e il coordinamento delle azioni per il contrasto del fenomeno della pirateria digitale e multimediale".

## Gli obiettivi
Si fonda su quattro obiettivi:
a) coordinamento delle azioni per il contrasto del fenomeno;
b) studio e predisposizione di proposte normative;
c) analisi e individuazione di iniziative non normative, ivi compresa anche la eventuale stipula di appositi codici di condotta e di autoregolamentazione.

## I membri
Il Comitato è composto da 15 membri:
a) dal Segretario Generale della Presidenza del Consiglio dei ministri, in qualità di Coordinatore;
b) dal Capo di Gabinetto del Ministero dei beni e delle attività culturali, in qualità di Vice Coordinatore
c) dal Capo di Gabinetto del Ministero dell'interno;
d) dal Capo di Gabinetto del Ministero degli affari esteri;
e) dal Capo di Gabinetto del Ministero dello sviluppo economico;
f) dal Capo di Gabinetto del Ministero della giustizia;
g) dal Capo di Gabinetto del Dipartimento per le politiche comunitarie;
h) dal Capo di Gabinetto del Dipartimento per le politiche giovanili e le attività sportive;
i) dal Presidente della SIAE;
j) da due rappresentanti della Presidenza del Consiglio dei ministri, nominati con decreto del Segretario Generale;
k) da due rappresentanti del Ministro per i beni e le attività culturali, nominati con decreto del Ministro;
l) da due esperti del settore, nominati dal Presidente del Consiglio dei ministri d'intesa con il Ministro dei Beni e Attività Culturali.
Il 1° comitato, in vigore dal dicembre 2008, è così composto: Mauro Masi, Salvatore Nastasi, Giuseppe Procaccini, Alain Giorgio Maria Economides, Alfonso Maria Rossi Brigante, Settembrino Nebbioso, Francesco Tufarelli, Luigi Bobbio, Giorgio Assumma, 2 rappresentanti della Presidenza del Consiglio, 2 rappresentanti del Ministero dei Beni Culturali, 2 esperti.

## Le critiche
Il comitato è stato oggetto di critiche da parte di associazioni di imprese e consumatori (Altroconsumo, Assoprovider, Adiconsum, Centro NEXA) e di noti giornalisti (Luca Spinelli, Federico Cella), in particolare perché - oltre a includere un lungo elenco di nomi di soggetti alcuni dei quali ben conosciuti ma assolutamente incompetenti in materia - non comprenderebbe al suo interno alcun rappresentante degli utenti, dell'impresa, della cultura.

## Conclusioni del Comitato
Pur essendo di fatto inattivo (non appaiono essere state più svolte ulteriori audizioni o iniziative) non risultano ad oggi essere stati pubblicati né annunciati resoconti, studi o conclusioni sull'attività del Comitato.